# Damian Martin (Eishockeyspieler)
Damian Martin (* 26. Februar 1990 in Wolfsburg) ist ein ehemaliger deutscher Eishockeyspieler, der seit 2019 als Eishockeyschiedsrichter aktiv ist.

## Karriere
Damian Martin begann seine Karriere als Eishockeyspieler im Nachwuchs der Grizzly Adams Wolfsburg, ehe er 2005 zu den Adler Mannheim in das dortige Eishockeyinternat wechselte. Von 2005 bis 2007 spielte der Angreifer für die Jungadler in der Deutschen Nachwuchsliga. Anschließend wechselte der Flügelstürmer für eine Spielzeit zum DNL-Team des Krefelder EV, ehe der gebürtige Wolfsburger im Sommer 2008 von den Grizzly Adams Wolfsburg aus der Deutschen Eishockey Liga verpflichtet wurde. Von Wolfsburg wurde Martin mit einer Förderlizenz für den Oberligisten ESC Halle 04 ausgestattet. Zudem kam Martin in der Saison 2008/09 zu seinem Debüt in der höchsten deutschen Eishockeyliga. Bislang bestritt der Angreifer 14 DEL-Spiele und erzielte dabei ein Tor. 
Im September 2009 gab der Sportdirektor der Grizzly Adams Wolfsburg, Karl-Heinz Fliegauf, bekannt, den Vertrag mit Damian Martin aufgelöst zu haben. Martin, der bereits zuvor als Gastspieler beim EHC Dortmund in einem Vorbereitungsspiel zur Saison 2009/10 mitwirkte, wechselte daraufhin nach Dortmund. und wurde mit der Mannschaft 2011 Meister der Oberliga West. 
Zur Saison 2011/12 lief Martin für eine Saison für die Saale Bulls Halle auf, ehe er zur Saison 2012/13 zum Liga-Konkurrenten Ice Fighters Leipzig wechselte. Mit den Leipzigern wurde er 2014 und 2015 Meister der Oberliga Ost. 
Damian Martin wechselte im Sommer 2018 zum Süd-Oberligisten EHC Waldkraiburg, kehrte aber bereits nach einem halben Jahr nach Niedersachsen zurück und schloss sich den Hannover Scorpions an. In der Saison 2019/20 spielte Martin für den Regionalligisten Herforder EV.

## Karrierestatistik
(Legende zur Spielerstatistik: Sp oder GP = absolvierte Spiele; T oder G = erzielte Tore; V oder A = erzielte Assists; Pkt oder Pts = erzielte Scorerpunkte; SM oder PIM = erhaltene Strafminuten; +/− = Plus/Minus-Bilanz; PP = erzielte Überzahltore; SH = erzielte Unterzahltore; GW = erzielte Siegtore; 1 Play-downs/Relegation; Kursiv: Statistik nicht vollständig)